# Bedsitter
Bedsitter è un singolo del gruppo musicale britannico Soft Cell, pubblicato nel 1981 ed estratto dall'album Non-Stop Erotic Cabaret.

## Descrizione
Il brano è stato definito come una canzone che esplorava il ventre molle della scena dei club londinesi dell'epoca, nonché come una delle più grandi canzoni degli anni '80, secondo il critico Jon Savage. Il cantante dei Pet Shop Boys, Neil Tennant, ha incluso il brano in un'edizione del 2006 della serie "Soundtrack of My Life" del The Guardian.

## Tracce
Testi e musiche di Marc Almond e David Ball.
1. Bedsitter – 3:35
2. Facility Girls – 2:18